# Brillooftiran
De brillooftiran (Pogonotriccus orbitalis; synoniem: Phylloscartes orbitalis) is een zangvogel uit de familie Tyrannidae (tirannen).

## Verspreiding en leefgebied
Deze soort komt voor in het uiterste zuiden van Colombia, Ecuador, Peru en westelijk Bolivia.

## Status
De grootte van de populatie is niet gekwantificeerd maar de soort wordt omschreven als vrij algemeen. Op de Rode lijst van de IUCN heeft deze soort de status niet bedreigd.